# Livilla vicina
Livilla vicina är en insektsart som först beskrevs av Löw 1886.  Livilla vicina ingår i släktet Livilla och familjen rundbladloppor. Inga underarter finns listade i Catalogue of Life.